# SV Preußen Frankfurt
Der SV Preußen Frankfurt (Oder) ist ein in der ostbrandenburgischen kreisfreien Stadt ansässiger Sportverein.

## Vereinschronik

Logo des SV Preußen

1959 ging das Halbleiterwerk Frankfurt (Oder) in Betrieb, das sich zu einem der führenden Mikroelektronikbetriebe der DDR entwickelte. Es dauerte jedoch über zehn Jahre, ehe am 31. August 1970 die eigene Betriebssportgemeinschaft (BSG) Halbleiterwerk gegründet wurde. Sie übernahm die Sportler der BSG Motor Frankfurt (Oder), die sich bereits am 22. August 1959 gegründet hatte. Mit dem potenten Trägerbetrieb im Hintergrund wuchs die neue BSG schnell zu einer der leistungsstärksten Sportgemeinschaften im DDR-Bezirk Frankfurt heran. Neben der Fußballmannschaft wurde die Sektion Federball (Badminton) landesweit bekannt. Mit zuletzt über 2900 Mitgliedern gehörte die BSG zu den größten Sportgemeinschaften des Bezirkes.
Nach dem wirtschaftlichen Umbruch infolge der politischen Wende von 1989 entfiel die wirtschaftliche Basis der Betriebssportgemeinschaft, ihr Fortbestand konnte nur durch die Umwandlung in einen Verein nach bundesdeutschem Recht gesichert werden. So gründeten bisherige BSG-Mitglieder 1990 einen neuen Sportverein, den sie unter Bezugnahme auf den von 1929 bis 1945 existierenden Verein und den nunmehr als Sponsor auftretenden Betrieb Mikroelektronik und Technologie GmbH „Preußen electronic“ nannten. Der Elektronik-Betrieb änderte mehrfach seine Struktur und seinen Namen und nach dem Wegfall des Sponsorings ließ der Verein schließlich den Zusatz „electronic“ fallen und nennt sich seit 1990 SV Preußen Frankfurt (Oder). Zu seinen leistungsstärksten Abteilungen gehören Badminton und Boxen. So begann zum Beispiel der ehemalige Junioren-Boxeuropameister Sebastian Köber beim SV Preußen. Außerdem bietet der Verein Sportarten wie Basketball, Volleyball, Tischtennis und Schach an.

## Fußball

Historisches Logo der BSG Halbleiterwerk

Bereits die BSG Motor betrieb eine Fußballsektion. Deren 1. Männermannschaft gelang 1968 der Aufstieg in die damals drittklassige Bezirksliga Frankfurt (Oder). Als Neuling konnte sie sich mit einem 9. Platz den Klassenerhalt sichern. Nach dem Übergang zur BSG Halbleiterwerk spielte die Mannschaft noch weitere neun Jahre in der Bezirksliga, wo sie sich meist in der oberen Hälfte platzieren konnte. Die Saison 1977/78 wurde mit dem Gewinn der Bezirksmeisterschaft abgeschlossen, mit der die Qualifikation mit der zweitklassigen DDR-Liga verbunden war. Auch in der neuen Umgebung konnte mit Rang 6 die Klasse gehalten werden, dies auch Dank des Stürmers Dieter Turobin, der mit 17 Toren zweitbester Torschütze in der Liga-Staffel B wurde. In der Saison 1979/80 erreichte die BSG Halbleiterwerk mit dem 5. Platz ihr bestes Ergebnis in der DDR-Fußballära. Die Stammelf hatte folgendes Aussehen:
| Ralf Wilken (16 Einsätze, 22 Jahre)                                        |
| Uwe Lier (11/28)                                                           |
| Harald Jurchen (22/26), Frank Böttger (17/21), Norbert Kloschinski (15/22) |
| Uwe Pfeifer (19/27), Jürgen Brosin (22/29), Peter Minack (17/27)           |
| Uwe Müller (19/19), Roland Bohn (22/22), Dieter Turobin (21/26)            |

In den 22 Meisterschaftsspielen setzte Trainer Klaus Gade 21 Spieler ein, deren Durchschnittsalter bei 23,2 Jahren lag. Das Durchschnittsalter der Stammelf betrug 24,4 Jahre. In der wenig fußballbegeisterten Stadt Frankfurt (Oder) und als zweite Kraft hinter dem Oberligisten Vorwärts Frankfurt kamen in das damals 4000 Zuschauer fassende Fritz-Lesch-Stadion durchschnittlich nur etwa 300 Besucher.
Ein Jahr nach der guten Platzierung musste HLW 1981 als drittletzte Mannschaft aus der DDR-Liga absteigen. Zwar gelang der sofortige Wiederaufstieg, doch in der Liga-Saison 1982/83 konnte nur der letzte Platz erreicht werden, und danach spielte die Mannschaft bis 1990 in der drittklassigen Bezirksliga.
Ligastatistik im DDR-Fußball:
- Bezirksliga Frankfurt (Oder): 1968–1978, 1981/82, 1983–1990
- DDR-Liga: 1978–1981, 1982/83

Nach dem Ende des DDR-Fußballbetriebes wurde der neue Verein Preußen in die Verbandsliga Brandenburg eingegliedert. Dort reichte der Spielerkader jedoch nicht für den Klassenerhalt, sodass der Abstieg unvermeidbar war. Nach Jahren der Bedeutungslosigkeit konnte sich Preußen Frankfurt erst 1999 wieder dauerhaft in der siebentklassigen Landesklasse Brandenburg etablieren. Im Spieljahr 2008/09 erfolgte dann der Aufstieg in die Landesliga Süd.

## FC Union Frankfurt (Oder)
Am 1. Juli 2010 fusionierten die Fußballabteilungen des SV Preußen Frankfurt und des Post SV 1928 Frankfurt zum FC Union Frankfurt (Oder). Die erste Mannschaft des neu gegründeten Vereins spielt seitdem auf dem Sportplatz Baumschulenweg auf dem vorher der Post SV spielte. Das Fritz-Lesch-Stadion, die ehemalige Heimstätte des SV Preußen, ist heute Trainings- und Spielstätte der Jugend des FC Union. Die Geschäftsstelle des Vereins befindet sich ebenfalls am Sportplatz Baumschulenweg.

### Bilanz seit Vereinsgründung 2010/11
| Saison  | Liga                              | Platz | Tore   | Punkte |
| ------- | --------------------------------- | ----- | ------ | ------ |
| 2010/11 | Landesklasse Ost Brandenburg      | 12.   | 54:62  | 35     |
| 2011/12 | Landesklasse Ost Brandenburg      | 15.   | 59:76  | 33     |
| 2012/13 | Landesklasse Ost Brandenburg      | 14.   | 51:61  | 35     |
| 2013/14 | Kreisliga Oder/Neisse Brandenburg | 1.    | 124:35 | 80     |
| 2014/15 | Kreisoberliga Ostbrandenburg      | 8.    | 45:47  | 44     |
| 2015/16 | Kreisoberliga Ostbrandenburg      | 3.    | 70:55  | 54     |
| 2016/17 | Kreisoberliga Ostbrandenburg      | 10.   | 46:68  | 34     |
| 2017/18 | Kreisoberliga Ostbrandenburg      | 11.   | 48:106 | 29     |
| 2018/19 | Kreisoberliga Ostbrandenburg      | 11.   | 64:72  | 32     |
| 2019/20 | Kreisoberliga Ostbrandenburg      | 15.   | 21:58  | 5      |
| 2020/21 | Kreisoberliga Ostbrandenburg      | 15.   | 8:56   | 0      |
| 2021/22 | Kreisliga Süd Ostbrandenburg      | 9.    | 67:61  | 33     |
| 2022/23 | Kreisliga Süd Ostbrandenburg      | 1.    | 96:26  | 66     |
| 2023/24 | Kreisoberliga Ostbrandenburg      | 11.   | 54:92  | 35     |
| 2024/25 | Kreisoberliga Ostbrandenburg      | 14.   | 37:94  | 25     |

## Badminton
Die Sektion Badminton wurde in der BSG Motor 1962 gegründet. Drei Jahre später wurde der Punktspielbetrieb aufgenommen. Größter Team-Erfolg des Vereins war der Aufstieg der Erwachsenenmannschaft, mittlerweile als BSG Halbleiterwerk agierend, in die DDR-Liga. In den Einzeldisziplinen sorgten Annemarie Richter und Klaus-Peter Färber für die größten Erfolge. Sie erkämpften 1974 gemeinsam die Bronzemedaille im Mixed bei den DDR-Meisterschaften in Suhl.

## Personen
- Christoph Ringk – spielte von 1981 bis 1982 bei der BSG Halbleiterwerk, später 191 Oberligaspiele für den FC Vorwärts Frankfurt und die BSG Stahl Brandenburg
- Annemarie Färber und Klaus-Peter Färber, Dritte im Mixed bei den DDR-Meisterschaften im Badminton 1974